# Köves István (költő)
Köves István (Budapest, 1938. március 29. –) magyar költő, drámaíró, szerkesztő.

## Élete
A budapesti Madách Imre Gimnázium latin tagozatán érettségizett, diplomáit a 44. sz. Iparitanuló Intézet, a Budapesti Tanítóképző Főiskola, a Testnevelési Főiskola, a József Attila Tudományegyetem (magyar–finn szakos középiskolai tanár), a Színművészeti Főiskola (rendező–dramaturg) hallgatójaként kapta.
Kezdetben karusszel-esztergályosként dolgozott a MÁV Északi Járműjavítójában, előmunkásként a sheffieldi Lifting and Pulling Limitednél, szerszámkészítő köszörűsként a Nyomdagépjavító Vállalatnál, majd testnevelőként a Bélatelepi Nevelőotthonban. Később az ELTE Központi Könyvtárának főkönyvtárosa, Magvető Könyvkiadó lektora, a Magyar Ifjúság irodalmi rovatvezetője, illetve irodalmi szerkesztője, a Magyar Televízió dramaturgja, a Magyar Rádió szerkesztője, a Pécsi Nemzeti Színház dramaturgja, a Magyar Sajtó főszerkesztője, a Story olvasószerkesztője és a Kövpress Kiadó ügyvezető igazgatója lett.

## Munkássága
Költőként indult, a kádári „tűrt” kategóriába soroltan is rengeteg verse és írása jelent meg szinte az ország valamennyi folyóiratában, napi- és hetilapjában, többek között a Világosság, a Napjaink, a Filmkultúra, az Ezredvég, a Mozgó Világ, a Jelenkor és a Tiszatáj hasábjain. A korabeli antológiák állandó szerzője, később többnek szerkesztője is volt. 1985-ben Az egészséges társadalmi tudat honában címmel riportsorozatot készített Észak-Koreáról.
Később prózai és dramatikus művekkel is jelentkezett; színpadi munkáit a Magyar Televízió, a Magyar Rádió, a Déryné Színház, a Győri Nemzeti Színház, valamint amatőr társulatok mutatták be.
Több mint kilencszáz önálló magyar nyelvű könyv kiadásában működött közre szerkesztőként.
A Magyar Ifjúság Alkotó Körének, az Áprily Társaság és a Krúdy Gyula Irodalmi Kör alapítója és szervezője. Jelenleg a Nagy Lajos Irodalmi és Művészeti Társaság alelnöke.

## Művei
- Midlife Crisis (London, 1967)
- Voltomiglan – Voltodiglan (Budapest, 1975)
- Blue Box + Black Box (Budapest, 1986)
- Babért babért (Budapest, 1987)
- Akkor is boldogok leszünk (Budapest, 1991)
- Egy szem tanú – Ráadáskönyv a múlt századból (Szeged, 2002)
- Tört/én/elem (Szeged, 2004)
- Kuplerájban nincsen szűzlány (Budapest, 2015; Budapest, 2016 [második, javított kiadás])
- Ulickaja szoknyája mögé bújva (Budapest, 2017)
- Na, nehogy már, kegyelmes uram (Budapest, 2018)
- Nekünk lefőtt már a kávé (Budapest, 2020)